# Temple de Kardaki
El Temple de Kardaki és un temple dòric arcaic de Corfú, a Grècia, construït sobre l'any 500 abans de la nostra era a l'antiga ciutat de Còrcira, en el que hui és Kardaki, al turó d'Analipsi de Corfú. El temple té peculiaritats que apunten a un origen dòric: és inusual perquè no té pas fris, tal vegada seguint les tendències arquitectòniques dels temples sicilians. Sembla ser l'únic temple grec d'arquitectura dòrica que manca de fris. La separació de les columnes del temple és «anormalment ampla». El temple també manca de pòrtic i àditon, i la manca d'un fris de tríglifs i mètopes pot ser un indici d'influència jònica. El Temple de Kardaki es considera un tema important i fins a un cert punt misteriós en l'arquitectura grega antiga primerenca. No se n'ha establert relació amb el culte a Apol·lo o a Posidó.

## Ubicació
El temple es troba en el terme de Mon Repos, una antiga residència de la família reial grega construïda a Palaiòpolis, el lloc originari de l'antiga Còrcira. És a prop i al sud-est de l'Hèreon, que al seu torn es troba a uns 700 m al sud-est del Temple d'Àrtemis El lloc es coneix com a Kardaki.

## Estudis inicials
Durant més de 80 anys després de l'estudi de Railton no es van fer pas més exàmens del temple. El 1909, fou visitat per l'arqueòleg William Bell Dinsmoor, que va publicar-ne les troballes en un breu document. El 1912-1914, l'arqueòleg alemany Wilhelm Dörpfeld obtingué el permís del rei de Grècia per a excavar la zona, i va publicar-ne els resultats en dues breus notes sense il·lustracions en l'Archäologischer Anzeiger. Franklin P. Johnson amplià les troballes de Dörpfeld afegint imatges i més detalls, que publicà el 1936 en l'article The Kardaki Temple «amb l'objectiu que aquesta estructura única siga millor coneguda, i fer alguns suggeriments per a determinar el seu lloc adequat en el camp de l'arquitectura grega».

## Arquitectura
Segons Johnson, l'arquitecte del temple va seguir les tradicions arquitectòniques de Corfú i Corint. També escriu que, en ometre el fris, l'arquitecte s'apartà conscientment de les normes, i això demostra el seu considerable talent. L'absència de fris dona lloc a un entaulament més lleuger que permet reduir el nombre de columnes de suport, i n'augmenta la separació, que s'ha descrit com «anormalment àmplia». Les dimensions del temple són 11,91 m per 25,5 m amb 6 columnes. No s'ha establert la seua associació amb el culte a Apol·lo o Posidó.

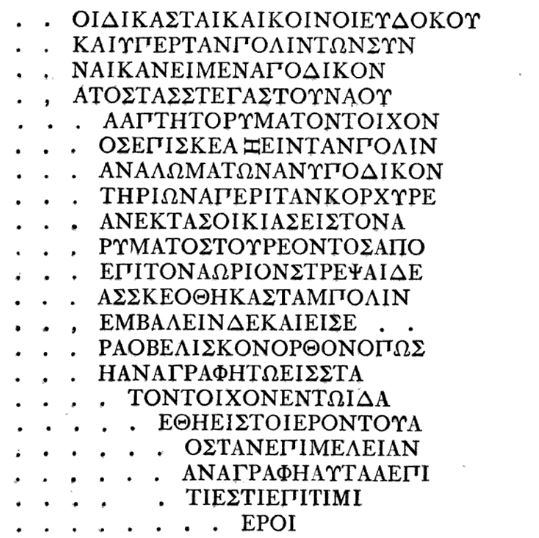
Inscripció del Temple de Kardaki

La naos no incloïa ni pòrtic ni àditon i la manca de fris podria ser un indici d'influència jònica. El pòrtic també podria haver desaparegut a causa d'un despreniment. Moltes de les teules tenien inscripcions de noms, probablement de magistrats principals que n'eren contemporanis a la construcció o als períodes de renovació. Alguns noms eren: Aristòmenes, Thersia i Damon. L'estil arquitectònic del temple és hexàstil-perípter. L'època del temple degué ser entre el 500 ae i mitjan segle v ae. El Temple de Kardaki és l'únic temple arcaic de Grècia del qual se sap que manca d'epinaos, una omissió observada en altres dos temples de Selinunt i Assos.

## Inscripció
Hi ha una inscripció en un museu de Verona que sembla referir-se al Temple de Kardaki. La inscripció, en grec dòric, explica les obres fetes per l'estat de Córicia (antiga Corfú) per al manteniment i reparació del temple. També detalla el cost de les obres i dels preus de materials com l'estany, el plom i el llautó, i el de transport, mà d'obra i excavació. Altres despeses en foren l'adquisició d'una serp de bronze, la construcció i col·locació d'un obelisc i l'edificació d'un mur de contenció per un obrer de vila anomenat Metrodor.
La inscripció indica l'aprovació oficial dels magistrats de la república corciriana per a fer aquestes obres. També s'hi esmenta que es va retirar la teulada del temple i s'indica que va caldre desviar els canals d'aigua perquè no danyassen el mur de contenció. D'això es desprèn que la ubicació del temple a prop d'un lloc sagrat d'una font natural també era causa de constants problemes amb els danys causats per l'aigua i la contínua reparació. En la inscripció s'esmenta el nitre. El coronel Whitmore, descobridor del temple, comentà que havia observat en l'altar restes d'una substància semblant a la sosa.

## Galeria

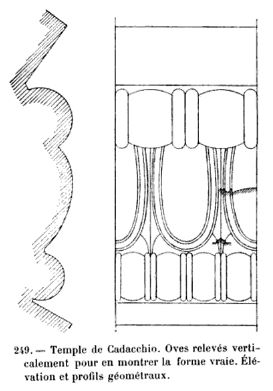
Perfil geomètric del capitell del Temple de Kardaki i detall de l'alçat: projecció de l'oval del capitell sobre un pla perpendicular al radi de curvatura de l'oval, mostrant la seua veritable extensió.
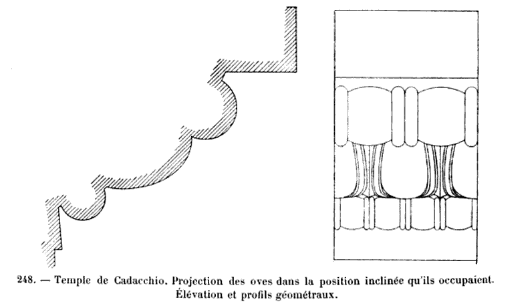
Perfil geomètric del capitell del Temple de Kardaki i detall de l'alçat: projecció de l'oval del capitell des de la posició inclinada que ocupava sobre un pla paral·lel a l'eix longitudinal de la columna
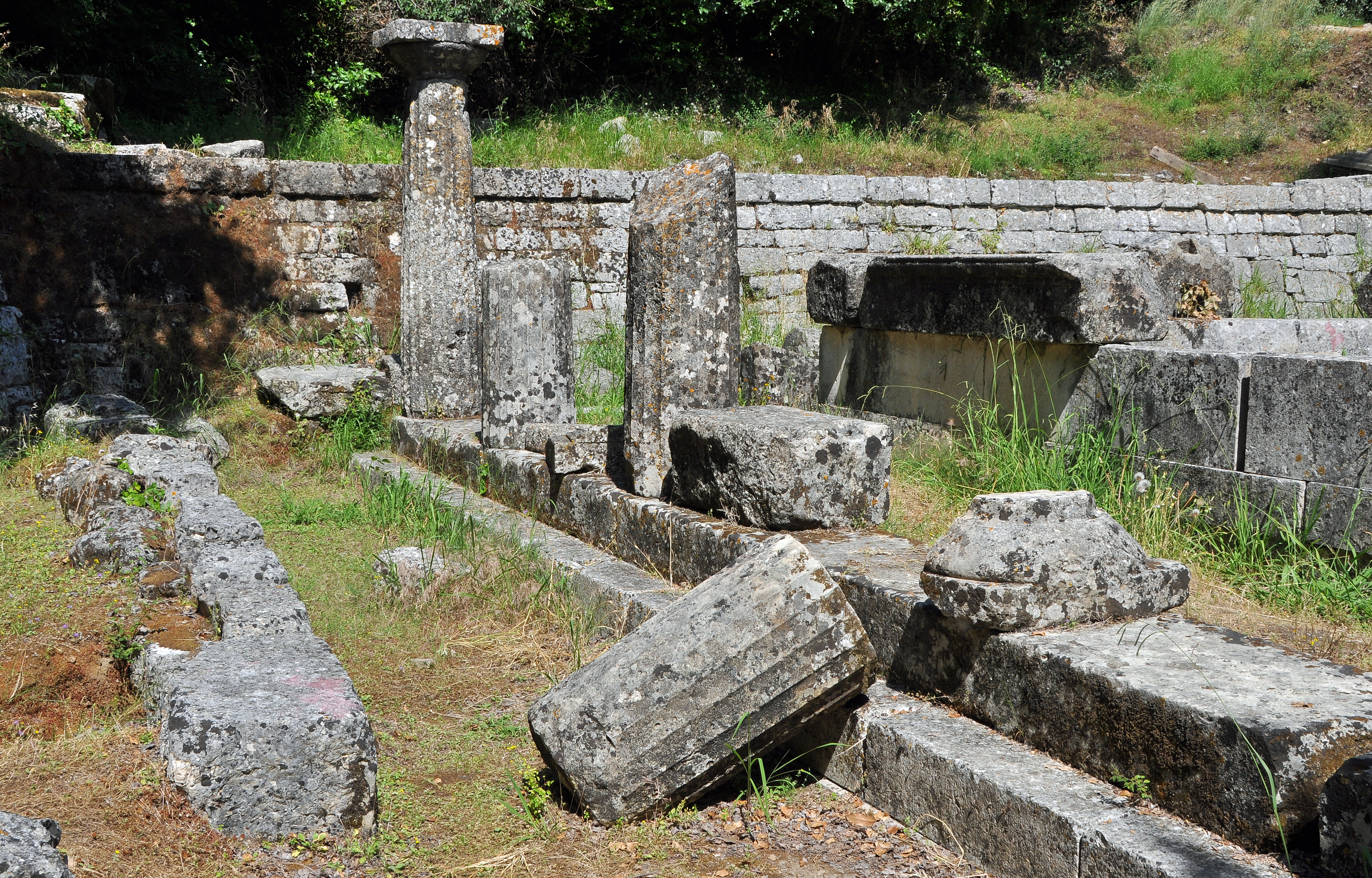
Primer pla del Temple de Kardaki
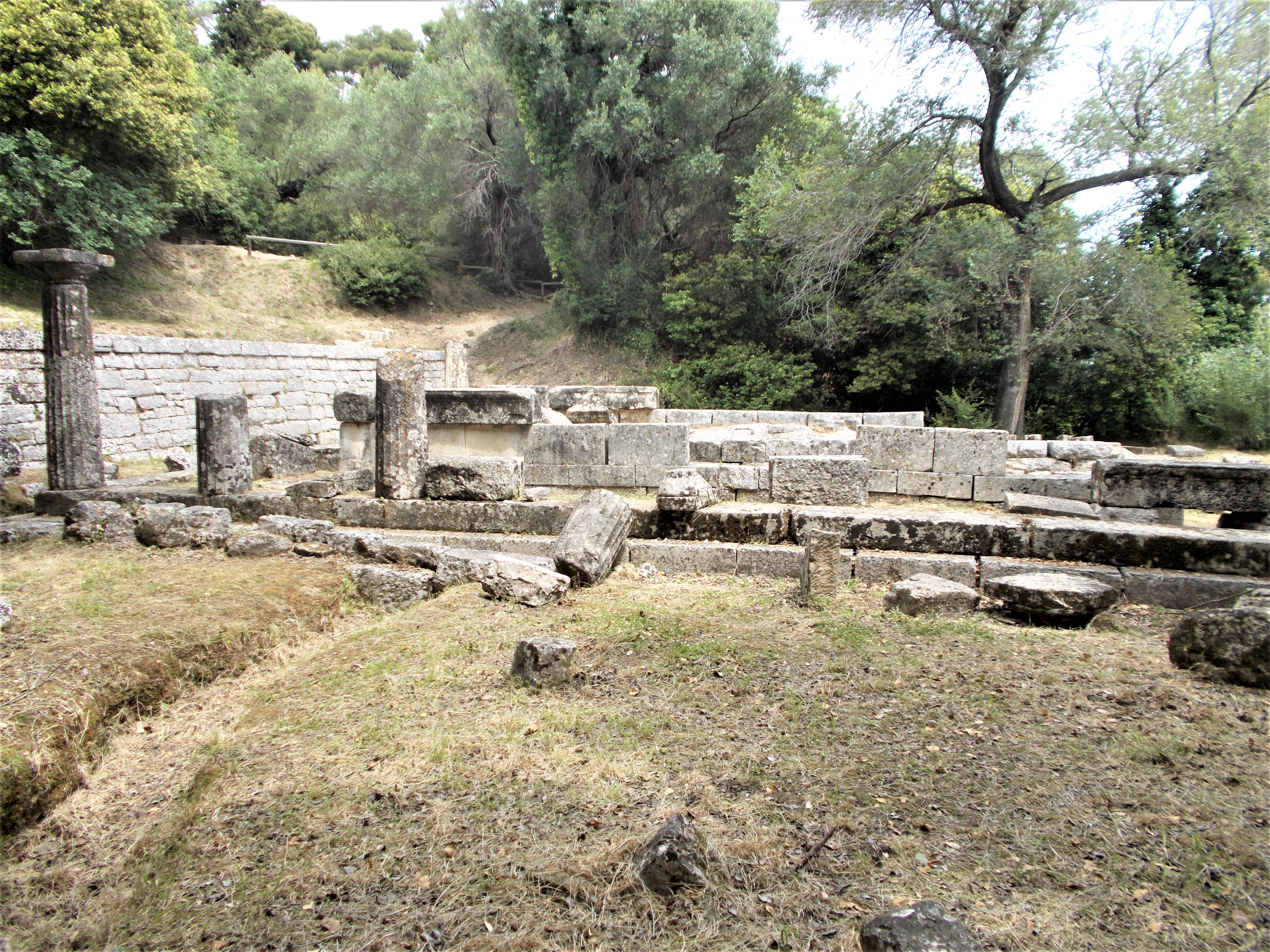
Temple de Kardaki a Corfú